# Мюллер против Орегона
Мюллер против штата Орегон, 208 U.S. 412 (1908) — знаковое дело, рассмотренное Верховным судом Соединённых штатов о количестве рабочих часов для женщин, занятых на неопасном производстве. По государственному закону рабочее время женщин было ограничено 10 часами в день, в то время, как мужчинам официально разрешалось работать сверхурочно, более 10 часов. Верховный суд в 1908 году рассматривал вопрос о свободном и самостоятельном выборе женщин, которые могут заключать трудовые договора, предусматривающие более длительное рабочее время, наравне с мужчинами. Верховный суд не признал наличия в этом деле дискриминации по половому признаку (как и не признавал до 1971 года при рассмотрения дела Рид против Рида), поскольку в данном случае в качестве аргумента рассматривалось не положение о равенстве защиты прав, а общность полицейских полномочий государства по защите благополучия женщин, когда нарушалось основополагающее право на заключение трудового договора. Неравенство не было признано решающим аргументом, так как различия между полами влекут за собой различия в условиях труда и выполнении совершенно разных функций.  К тому же решения суда определило, что использование законов о трудовой деятельности, принятых для обеспечения благополучия женщин и «во благо всех» граждан не нарушает положения Конституции о трудовом договоре.
В ходе рассмотрения дела были приведены аргументы необходимости защиты прав женщин государством, так как, в отличие от мужчин, их «права» предполагали различие в гендерных ролях в обществе, связанные с материнством. В связи с этим, однако, женщины теряли и часть «свобод» в сфере трудового законодательства. Ниже приведены цитаты из решения:
«Женщина всегда находится в зависимости от мужчины».
«В борьбе за существование она не является равной соперницей своему брату».
«Несмотря на то, что ограничения в личных правах и трудовых отношениях, могут быть отменены законодательством, характер и образ жизни женщины предполагает, что она будет против полного утверждения этих прав».
«Физическое строение и надлежащее выполнение женщиной материнских функций — подразумевая не только её собственное здоровье, но и благополучие расы — оправдывают законодательство, защищающее её от жадности, а также страсти мужчин».
«Ограничения, которые этот закон накладывает на трудовые отношения женщин, на их право заключения договора со своим работодателем о продолжительности рабочего времени, налагаются не только в интересах женщин, но и в значительной степени в интересах всех».
Постановление имело важные последствия для законодательства о защите труда и было принято всего через три года после дела Лохнера против Нью-Йорка, , в котором закон Нью-Йорка, ограничивающий еженедельное рабочее время пекарей в штате, был признан недействительным.

## Предыстория
Курт Мюллер, владелец прачечной, был признан виновным в нарушении трудового законодательства штата Орегон, заставив сотрудницу работать более десяти часов в день. Мюллер был оштрафован на 10 долларов, позже подал апелляцию в Верховный суд штата Орегон, а затем в Верховный суд США. Оба из них подтвердили конституционность трудового законодательства и вину Мюллера.

## Судебное дело и заключение суда
По единодушному мнению судьи Дэвида Джосайи Брюера, суд поддержал постановление штата Орегон. Дело Лохнера против Нью-Йорка было привлечено в качестве сравнения «различия между полами». Физиология, деторождение и социальная роль женщин обусловили сильную заинтересованность государства в сокращении их рабочего времени.
Очевидно, что физическое строение женщины и выполнение материнских функций ставят её в невыгодное положение в борьбе за существование. Особенно, когда на ней лежит бремя материнства. Кроме того, по многочисленным свидетельствам медицинского сообщества, длительное пребывание на ногах на работе, повторяемое изо дня в день, имеет тенденцию оказывать вредное воздействие на организм, и, поскольку здоровые матери необходимы для воспроизведения потомства, физическое благополучие женщины становится объектом общественного интереса и заботы, с целью сохранения силы и численности расы.
«Когда была оспорена конституционность десятичасового закона штата Орегон для женщин, Флоренс Келли поручила Национальной лиге потребителей его sic защиту. Как пояснила Кэтрин Киш Скляр, директор по исследованиям Национальной лиги потребителей, Джозефин Голдмарк подготовила новаторский бриф, из которого только 2 страницы состояли из традиционных абстрактных юридических рассуждений, а более 100 страниц содержали социологические доказательства. Её шурин, будущий судья Верховного суда Луи Д. Брэндайс, вёл это дело в Верховном суде США. Инновация Голдмарк и Брандейса станет известна как "Бриф Брандейса", и последующие похожие документы будут смоделированы по его образцу».
Голдмарк и её команда смогли собрать 98 из 118 страниц краткого изложения, что означает, что большая часть заслуг за краткое изложение принадлежит ей.

## Значение
Такие сообщества, как Национальная лига потребителей (в которую входили Флоренс Келли и Джозефин Голдмарк, считающиеся феминистками) и государство, добились сокращения рабочего дня для женщин по сравнению с мужчинами. Однако многие другие феминистки, выступающие за равные права, выступили против этого такого исхода. Они считали, что такой прецедент допускал существование законов, основанных на стереотипных гендерных ролях, которые ограничивали права женщин и их финансовую независимость. Кроме этого, решение суда обеспечивало защиту исключительно белых женщин от многочасовой работы. Оно не распространялось на цветных женщин, занятых в переработке продуктов питания, сельскохозяйственных работах и женщин, работающих на белых воротничков. Заинтересованность правительства в общественном благосостоянии перевесила свободу договора, которая отражена в 14-й поправке. А последствия дела Мюллера против штата Орегон не менялись до вступления Нового курса в 1930-х годах. Это также стало переломным моментом в развитии материнских реформ.
Помимо этого, решение суда подверглось критике, поскольку создало прецедент для использования различий между полами, и в частности способности женщин к деторождению в качестве основы для отдельного законодательства, поддерживая идею о том, что семья имеет приоритет над правами женщин как трудящихся. Учёные-феминистки, такие как Элис Кесслер-Харрис, выступили против этого решения как «атаки на женщин-работников», скрытого в альтруистических законах о труде.  Кесслер-Харрис признала замечательные мотивы защитного трудового законодательства того периода, но также отметила, что дело Мюллера послужило оправданием не только для регулирования, но, возможно, и для запрета женщинам работать на определённых должностях. Более того, это дело поддержало навязанную обществом роль женщины, которая, по словам Джоан Хофф, и так была «в высшей степени традиционной и ограниченной». Стоит признать, что многие критические замечания в адрес решения по делу были высказаны учёными в последующие десятилетия, но во время его рассмотрения немногие решались на высказывания и комментарии на его счёт. Одним из таких критиков была суфражистка и редактор женской газеты «Роуз Сити Трибьюн» Клара Колби, которая ещё за два года до того, как было принято решение по делу писала: «Вся эта тема очень сложна, и лучше оставить её на усмотрение самих женщин, каждая из которых может решить для себя что необходимо и желательно. Государство не имеет права возлагать какие-либо обязанности на женщину как на личность. А если уж оно возлагает на неё роль матери, то должно выплачивать ей пособие по беременности и родам, которое уравнивало бы условия труда и было бы лучше для семьи».
«До конца 1930-х годов, когда Закон о справедливых трудовых стандартах создал гендерно-нейтральную защиту на рабочем месте, Поправка о равных правах, отстаиваемая Национальной партией женщин, свела бы на нет достижения женщин-работниц, достигнутые в деле Мюллера. Этот спор между феминистками, которые ценили защиту, и феминистками, которые ценили равенство, продолжался до тех пор, пока последняя группа не одержала верх в 1970-х годах».